# Prasinocyma furcata
Prasinocyma furcata là một loài bướm đêm trong họ Geometridae.